# Dahab

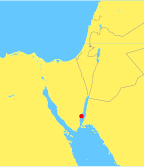
Sinaihalvön med Dahabs läge markerat.

Dahab (egyptisk arabiska: دهب  [ˈdæhæb]) är en mindre stad på Sinaihalvöns sydöstra kust mot Röda havet i guvernementet Sina al-Janubiyya i Egypten. Från att ursprungligen ha varit en beduinby har Dahab idag vuxit till ett populärt turistmål. Namnet Dahab är arabiska och betyder guld. Dahab ligger 12 mil norr om Sharm el-Sheikh där även den närmaste internationella flygplatsen ligger. 
Dahab lockar särskilt vindsurfare och dykare, då områdets gynnsamma vindar och rika fiskliv uppmuntrar till dessa sporter.
Cirka 50 kilometer väster om Dahab ligger Sinaiberget och det kristna Katharinaklostret, som är känt bland annat för att det där återfunnits flera tidiga handskrifter som exempelvis Codex Sinaiticus. Klostret är även kristendomens äldsta.
Under Sexdagarskriget 1967 ockuperades hela Sinaihalvön av Israel, som då kallade orten Di-Zahav. Ockupationen varade fram till 1982 då Sinaihalvön återlämnades till Egypten vid en fredsuppgörelse.
Den 24 april 2006 utsattes Dahab för ett bombattentat som krävde 18 liv och ett 90-tal skadade.